# Aka (tribu)
Los aka, biaka, nyoyaka, babinga, bambenga o ba'aka son un pueblo binga (pigmeo) de cazadores-recolectores que vive en las selvas del suroccidente de la República Centroafricana, en las prefecturas de Mbaïki, Mongoumba, Nola y Bambio, en la cuenca del río Sangha y en la zona aledaña al nororiente de la República del Congo. BiAka o BaAka es la forma plural del nombre y MouAka es el singular. 
Tienen relaciones de intercambio comercial y de relativa subordinación con los campesinos Ngando y como ellos hablan un idioma perteneciente al mismo subgrupo de lenguas bantúes de la gran familia lingüística níger-congo. 
Se ha hecho famosa la música vocal pigmea aka, caracterizada por una improvisación comunal de denso contrapunto, editada en African Rhythms (2003). Esta música ha influenciado a compositores como György Ligeti, Steve Reich y Pierre-Laurent Aimard. Su compleja polifonía ha sido estudiada por varios etnomusicólogos, como Simha Arom. Mauro Campagnoli ha estudiado en profundidad sus instrumentos musicales, comparándolos con los de otros grupos pigmeos, especialmente los de sus vecinos baka.
En 2003, la tradición oral aka fue proclamada Obra Maestra Oral y Herencia Intangible de la Humanidad por la Unesco.
Un informe de 2005 consideró a los varones aka como "los mejores papás del mundo" Archivado el 25 de junio de 2007 en Wayback Machine., por tener a sus hijos en brazos el 47% del tiempo.